# Franjo Srebreničanin
Franjo Srebreničanin (Srebrenica, oko 1680. — Vukovar, 10. kolovoza 1725.) bio je hrvatski katolički svećenik iz reda franjevaca i pedagog.

## Životopis
Rođen je u Srebrenici oko 1680. godine. Godine 1701. pristupio je franjevcima iz franjevačke provincije Bosne Srebrene. Izvan rodne zemlje stekao filozofsku i bogoslovnu naobrazbu i položio ispite za predavača iz tih predmeta. Nije poznato je li predavao filozofiju na filozofskim učilištima po Bosni Srebrenoj ili izvan. Teologiju je 1718. započeo predavati u Budimu na visokoj bogoslovnoj školi. Prve tri godine predavao je skupa s Ivanom Kopijarevićem Stražemancem i poslije s Ivanom Srijemcem.
Filozofsko učilište i bogoslovna škola godine postali su 1722. jedinstven školski zavod — Generalno učilište 1. razreda i zbog toga od sljedeće godine nije bio učiteljem ondje. Godine 1723. šestgodišnjim lektorom proglasio ga je provincijal Bosne Srebrene Augustin Tuzlak, jer su Franji nedostajali položeni ispiti za tzv. generalnog lektora, niti je ispunio uvjete za profesorsku službu na bogoslovnoj školi Generalnog učilišta. Stoga je radio kao ispitivač studenata koji su htjeli studirati teologiju na bogoslovnoj školi Generalnog učilišta u Budimu. Od 1723. bio je u Šarengradu. Prvo je župnikovao u Tovarniku, a nakon toga je bio propovjednik i odgojitelj studenata filozofskog učilišta u šarengradskom samostanu.
Umro je u Vukovaru 1725. godine. Franjevački samostan u Makarskoj čuva izvornu građu o njegovu radu.

### Članci
- Hoško, Franjo Emanuel. 1998. Srebreničanin, Franjo. Hrvatski biografski leksikon. Zagreb.  journal zahtijeva |journal= (pomoć)